# 伯氏肩孔南極魚
伯氏肩孔南極魚為輻鰭魚綱鱸形目南極魚亞目南極魚科的其中一種，分布於南冰洋海域，棲息深度可達700公尺，本魚體褐色，體側具2-3個連續大黑斑，體長可達28公分，為底棲性魚類，屬肉食性，以端足類、多毛類、腹足類等為食，可做為食用魚。

## 擴展閱讀
維基物種上的相關：伯氏肩孔南極魚